# حنان (اليمن)
حنان إحدى حارات مدينة جبلة بمحافظة إب، بلغ تعداد سكانها 386 نسمة حسب تعداد اليمن لعام 2004.